# Operation Phoenix
Die Operation Phoenix, auch Phoenix-Programm genannt, war zwischen Juni 1967 und März 1973 eine verdeckte Operation des US-Auslandsgeheimdiensts Central Intelligence Agency (CIA) während des Vietnamkriegs. Es diente dem Zweck, feindliche vietnamesische Guerillaeinheiten der FNL (Viet Cong) zu lokalisieren, zu identifizieren und zu töten oder gefangen zu nehmen.
Mindestens 26.000 FNL-Angehörige wurden während des Phoenix-Programm getötet. 87 Prozent der Todesfälle ereigneten sich bei konventionellen Militäroperationen, die von US- und südvietnamesischen Streitkräften durchgeführt wurden.

## Hintergrund
In Südvietnam bestand während der 1960er und der frühen 1970er ein geheimes Netzwerk zur militärischen und politischen Unterstützung der Nationalen Befreiungsfront. Die so genannte Viet Cong Infrastructure (VCI) (so von den USA benannt) legte Nahrungs- und Ausrüstungsvorräte für Zuflucht suchende nordvietnamesische Streitkräfte und Guerillagruppen an, stellte Führer und Nachrichten für Nordvietnamesen bereit und kontrollierte viele Dörfer Südvietnams.
Dieser kommunistische Apparat arbeitete viele Jahre in Vietnam und war in Geheimaktionen geübt. Um den Krieg auf dieser Ebene zu führen, entwickelte die südvietnamesische Regierung ein Spezialprogramm namens Phung Hoang, also das Phoenix-Programm. Die Regierung veröffentlichte es mit der Begründung, dass dies nötig sei, um die Bevölkerung gegen den Terrorismus zu schützen, und forderte die Bürger dazu auf, bei der Informationsbeschaffung zu helfen.
Da die FNL ein hoch entwickelter und erfahrener Gegner war, wurden Experten gebraucht, um ihn zu bekämpfen. Vor 1968 wurden die Geheimdienstaktionen gegen die Guerrilleros vom Commander der United States Military Assistance Command, Vietnam (COMUSMACV) in einer zivilen und militärischen Beraterfunktion mit dem Namen Intelligence Coordination and Exploitation (ICEX) koordiniert. Anfangs erhielt dieses Programm offiziell nur wenig Beachtung und Unterstützung durch die Regierung. Von offizieller Seite wurde das Programm ab Mitte 1968 unterstützt, um Polizei, Militär und andere staatliche Organisationen zusammenzubringen, damit diese ihr Wissen austauschen und gegen die feindlichen Einrichtungen vorgehen können. Ergebnis war, dass Mitglieder des feindlichen Apparates gefangen wurden, sich freiwillig ergaben, in Gruppen exekutiert oder in Feuergefechten getötet wurden.

## Zielsetzung und Methoden
Ziel des Programms war, Kader der FNL in Südvietnam zu identifizieren und zu „neutralisieren“. Mit diesem Euphemismus bezeichnete man Gefangennahme oder Tötung von Mitgliedern der aufständischen Guerillabewegung. Die Phung-Hoang-Aktionen wurden offiziell am 1. Juli 1968 durch einen Erlass der vietnamesischen Regierung eingeleitet, tatsächlich war das Programm schon vorher von der CIA begonnen worden. Später wurde es dann auf die US Army und die südvietnamesische Armee ausgeweitet. Im Zuge der „Vietnamisierung“, bei der die südvietnamesische Armee neu ausgestattet und ausgebildet wurde, während die amerikanischen Truppen das Land verließen, wurde das Programm an die vietnamesische Regierung übergeben.
Der südvietnamesische Präsident Nguyễn Văn Thiệu hob die Geheimhaltung auf und bestätigte die Existenz des Programms am 1. Oktober 1969, um eine breitere Akzeptanz und Zusammenarbeit mit den südvietnamesischen Bürgern zu erreichen. Es wurde schließlich sowohl von der US-amerikanischen als auch vietnamesischen Regierung als Fehlschlag eingestuft.

## Einsätze
Das Programm war der Versuch, bestimmte Zielpersonen innerhalb der FNL durch Bestechung oder Verhör ausfindig zu machen. Eine Methode der US-Armee zum Auffinden der Guerrilleros war, ein Dorf, das unter Verdacht stand, als Stützpunkt benutzt zu werden, mit einer Postenkette abzusperren und jeden Bewohner zu verhören und danach zu evakuieren. Einige Phoenix-Operationen wie das Legen von Hinterhalten, um einen Trupp bewaffneter Attentäter zwischen zwei Dörfern aufzuhalten, waren militärischer Natur.
Provincial Interrogation Centers (PIC) (deutsch: Regionale Verhörzentren) wurden in jeder der 44 südvietnamesischen Provinzen eingerichtet. Die meisten der Gegenmaßnahme-Experten gehörten den Provincial Reconnaissance Units (PRUs) (deutsch: Regionale Aufklärungseinheiten) an. Zusammen mit Überläufern und Mitgliedern der südvietnamesischen Armee waren sogar kambodschanische und chinesische Söldner im Einsatz. Diese Einheiten von etwa je 118 Mann wurden von der CIA mit Hilfe von Spezialeinheiten der US-Streitkräfte rekrutiert, ausgebildet und bezahlt.
Die Verantwortlichen für das Programm setzten Mindestquoten fest, die von den Provinzverantwortlichen erfüllt werden mussten, um die Teilnahme und die Effektivität des Phung-Hoang-Programms zu verbessern. Ende 1969 lag die geforderte Quote bei 1.800 Personen pro Provinz.
Im Januar 1970 waren 450 militärische Berater der USA als Helfer bei der südvietnamesischen Regierung mit dem Phoenix-Programm beschäftigt.

## Kriterien für Erfolg und Fehlschlag
Es war ein Programm, das zu vielen zivilen Flüchtlingen und großer Unzufriedenheit in der Bevölkerung führte. Es war gefährlich, da es gegen politische Gegner des Regimes verwendet wurde, unabhängig davon, ob diese Mitglieder der FNL waren. Des Weiteren trug das Programm wesentlich zur Steigerung der Korruption bei. Einige Lokalpolitiker verlangten Bezahlungen mit der Drohung, die Betroffenen bei Nichtzahlung unter den Regeln des Programms verhaften zu lassen oder sie entließen tatsächliche FNL-Angehörige gegen Zahlung. Einige Militärexperten vermuteten, dass das Phoenix-Programm den Aufständischen mehr half als schadete. Indem sie meistens nur kleine Arbeiter ins Gefängnis warfen – oft auch nur Leute, die gezwungen wurden, für die FNL zu arbeiten – entfremdete sich die Regierung von einem großen Teil der Bevölkerung.